# 1992年體育
1992年重要國際體育賽事包括：
- 第二十五屆夏季奧林匹克運動會：7月25日至8月9日於西班牙巴塞羅拿舉行

## 大事記

### 1月至3月
- 2月8日－第十六届冬季奥林匹克运动会于法国阿尔贝维尔开幕，在本届运动会上，中国代表团和韩国代表团首次获得奖牌。
- 2月20日－英國英格蘭超級足球聯賽（英超）成立。

### 4月至6月
- 6月26日－第九届欧洲足球锦标赛结束，替补南斯拉夫参赛的丹麦在决赛爆冷战胜德国夺得冠军。
- 6月27日－中国足球协会在北京红山口召开的工作会议结束，会议宣布开始对中国足球进行职业化改革。
- 7月25日－第二十五屆夏季奧林匹克運動會於西班牙巴塞羅拿揭幕。

### 7月至9月
- 9月12日－味全龍的艾勃、羅世幸、陳大順面對兄弟象的陳義信，連續擊出3支全壘打，締造中華職棒的紀錄。

## 綜合運動會
- 7月25日至8月9日：夏季奧林匹克運動會

獎牌榜（只列出頭5名最佳成績隊伍）
| 名次 | 國家     | 金牌： | 银牌： | 铜牌： | 總數 |
| 1    | 獨立國協 | 45     | 38     | 29     | 112  |
| 2    | 美国     | 37     | 34     | 37     | 108  |
| 3    | 德国     | 33     | 21     | 28     | 82   |
| 4    | 中国     | 16     | 22     | 16     | 54   |
| 5    | 古巴     | 14     | 6      | 11     | 31   |